# Agitprop

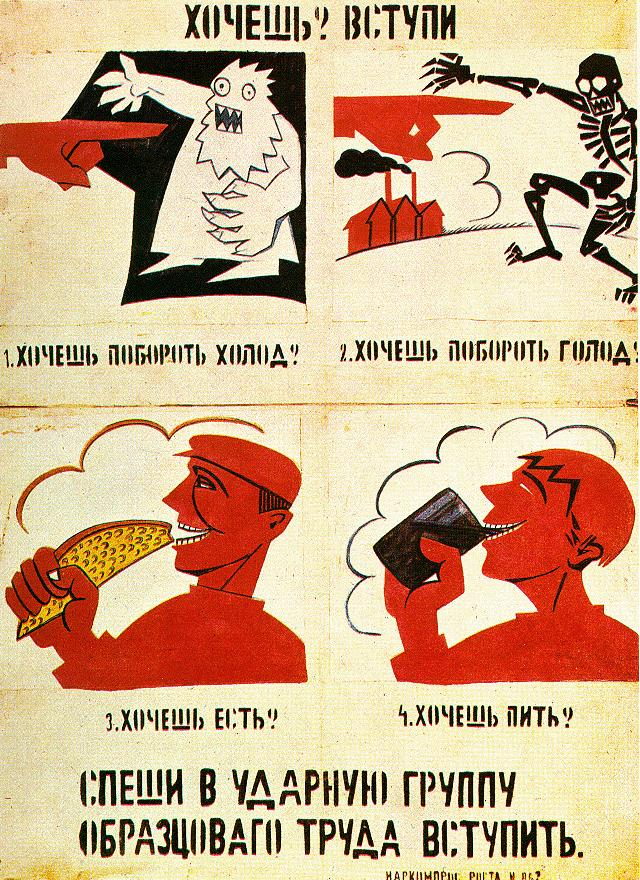
Agitpropaffisch av Vladimir Majakovskij med titeln: "Vill du ha? Kom in.
1. Vill du betvinga kylan?
2. Vill du bekämpa hungersnöden?
3. Vill du äta?
4. Vill du dricka?
Skynda då att ansluta dig till stötarbetarnas brigader!"

Agitprop är ett uttryck som bildats av orden agitation och propaganda. Ordet utgör ett centralt begrepp i kommunistisk reklam sedan Lenins tid. Agitprop var först en kortform för отдел агитации и пропаганды (otdel agitazii i propagandy) det vill säga den "Avdelning för agitation och propaganda" som inrättades på alla nivåer i det bolsjevistiska partiet i Sovjetryssland. Agitprop kom senare att beteckna alla den leninistiska politikens uttrycksformer. 
Numera är termen ett pejorativt begrepp för att beteckna överdrivet positiv reklam för politiska idéer och/eller reklam för ett visst politiskt parti.

### Översättning
Den här artikeln är helt eller delvis baserad på material från tyskspråkiga Wikipedia.